# Priosphenodon avelasi
Il priosfenodonte (Priosphenodon avelasi) è un rettile estinto appartenente ai rincocefali. Visse all'inizio del Cretaceo superiore (Cenomaniano-Turoniano, circa 90 milioni di anni fa) e i suoi resti sono stati ritrovati in Patagonia (Argentina).

## Descrizione
Questo animale è uno dei più grandi esemplari fra i rincocefali, un gruppo di rettili diapsidi attualmente rappresentati dai soli tuatara. Il priosfenodonte, infatti, poteva superare il metro di lunghezza e probabilmente pesava oltre 15 chilogrammi. Il cranio era corto e smussato, fornito di un becco aguzzo e di una dentatura robusta. Le zampe erano robuste e allungate (tipiche di un animale terrestre) e fornite di forti artigli.

## Significato dei fossili
I fossili di questo animale, rinvenuti nella formazione di Candeleros, sono particolarmente numerosi. Questo significa che il priosfenodonte era un componente fondamentale della fauna del luogo, e probabilmente sopravanzava in numero tutti gli altri tetrapodi conosciuti (come coccodrilli, serpenti, mammiferi e dinosauri). Il ritrovamento del priosfenodonte, avvenuto nel 2003, è molto importante: fino ad allora, infatti, i più recenti ritrovamenti fossili di rincocefali datavano a circa 110 milioni di anni fa, e includevano essenzialmente forme di piccole dimensioni e piuttosto rare. Il priosfenodonte dimostrerebbe invece che questi animali erano ancora diffusi e in pieno sviluppo verso la fine del Cretaceo, circa 90 milioni di anni fa. Si pensava che i rincocefali avessero subito la concorrenza dei più recenti squamati nel corso del Cretaceo, riducendosi attualmente a sopravvivere in poche isole al largo della Nuova Zelanda. La scoperta del priosfenodonte porta ad altre conclusioni: è possibile, infatti, che questa riduzione drastica abbia avuto luogo nei primi tempi del Cenozoico, e non nel Cretaceo.